# Gabriele Gori
Gabriele Gori (ur. 13 lutego 1999 we Florencji) – włoski piłkarz występujący na pozycji napastnika we włoskim klubie Cosenza. Wychowanek Fiorentiny, w trakcie swojej kariery grał także w takich zespołach, jak Foggia, Livorno, Arezzo oraz Vicenza. Młodzieżowy reprezentant Włoch.